# 山脇敏子

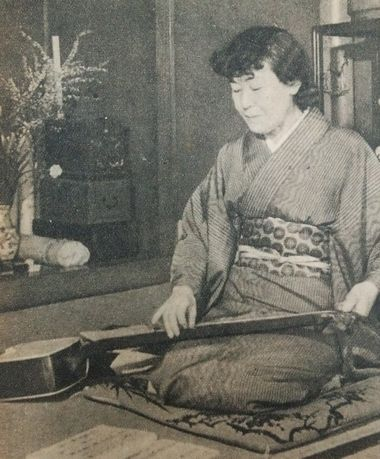
1948年

山脇 敏子（やまわき としこ、本名：山脇 トシコ、1887年〈明治20年〉6月14日 - 1960年〈昭和35年〉11月2日）は、日本の洋画家、服飾手芸家、研究家。教育者、山脇洋裁学院（現・山脇美術専門学校）創設者。日本の服飾デザイナー先駆者。

## 略歴
- 1887年（明治20年） 広島県呉市の医師の家庭に生まれ、竹原市で育つ。
- 1899年（明治32年） 竹原市立東野小学校を卒業して上京。
- 1905年（明治38年） 女子美術学校（現・女子美術大学）日本画科卒業。日本画の手ほどきは、殆ど河鍋暁翠から習ったという。女子美術学校の卒業生として、初の文部省留学生に選ばれ渡欧。洋画も学ぶ。
- 1907年（明治40年） 夏目漱石と親交のあった津田青楓と結婚。漱石を中心に集まる内田百閒や鈴木三重吉ら「木曜会」[4]の作家や、寺田寅彦やセルゲイ・エリセーエフらの学者、また文展に不満を持つ藤島武二や南薫造ら若い芸術家と親交を持った。漱石の絶筆『明暗』のモデルともされる[2]。
- 1918年（大正7年） 二科美術展覧会に洋画入選。
- 1919年（大正8年） 他の女流画家たちと日本で初めての女子洋画団体「朱葉会」[5]を結成。命名はやはり創立委員だった与謝野晶子。
- 1923年（大正12年） 西村伊作が創設した文化学院の講師。まもなく農商務省の委嘱で婦人副業視察に再び渡欧、フランスに1年滞在。この間青楓に愛人ができ1926年（大正15年）離婚。傷心の敏子は画家を諦め、自立への道を服飾に賭けた。三度渡欧し昼は手芸、夜は裁断を二年間必死に勉強。また経済的窮地をパリを訪れていた細川侯爵夫人に救われた。これが縁で後に学習院・常磐会で手芸や洋裁を教えた。
- 1929年（昭和4年） 東京麹町内幸町に「山脇洋裁学院」（現・山脇美術専門学院）を開設。また日本のオートクチュールの草分け、洋裁店「アザレ」を銀座に開店。官家や知名人の服飾を手がけ格調あるモードは高い評価を得た。
- 1935年（昭和10年） 陸軍被服廠嘱託。文化服装学院講師。
- 1947年（昭和22年） 戦後の洋裁ブームの中「山脇服飾美術学院」を設立、理事長・院長となる。
- 1952年（昭和27年） 文部省教材等調査研究会委員。
- 1956年（昭和31年） 日本伝統の織物や文様を積極的に取り入れ、アイヌ文様を主題にパリで開いた服飾個展は、パリ市から賞を受けた。のちにブームとなった日本モードの先駆けでもあった。
- 1960年（昭和35年） 脳出血で死去。小平霊園に眠る。

立体裁断や実寸による独自の割り出し法を広め、手芸や編物の分野でも欧州の新しい傾向をいち早く紹介、昭和初期のモガモードを創るなど戦後ファッションをリードした。また戦前・戦後を通じ多くの後進も育て、雑誌・テレビなどでも活躍し手芸・服飾、礼儀作法関係本を多数遺した。
洋裁店「アザレ」は、1964年に南青山骨董通りのアタリー（athalie）へ引き継がれ、現在に至る。

## 主な書籍
- 昭和日常社交礼法（婦女界社、1952年）
- 現代婦人手芸全集（三瀬商店、1928年）
- 服飾図案集（世界文庫、1948年）
- 服飾手芸（光文社、1949年）
- 立体裁断と立体デザイン（長沢節共著、1953年）
- すりガラスの目（新樹社、1953年）
- 文化服装講座（文化服装学院出版局、1958年）
- 創作する手芸の基礎（山本きく共著、文京書院、1961年）